# Le Fayel
Le Fayel – miejscowość i gmina we Francji, w regionie Hauts-de-France, w departamencie Oise.
Według danych na rok 1990 gminę zamieszkiwało 200 osób, a gęstość zaludnienia wynosiła 78 osób/km² (wśród 2293 gmin Pikardii Le Fayel plasuje się na 797. miejscu pod względem liczby ludności, natomiast pod względem powierzchni na miejscu 1088.).